# New Zealand National Rugby Sevens Tournament 2015
New Zealand National Rugby Sevens Tournament 2015 – trzydziesta dziewiąta edycja New Zealand National Rugby Sevens Tournament, mistrzostw nowozelandzkich prowincji w rugby 7. Zawody odbyły się w dniach 17–18 stycznia 2015 roku w Rotorua.
Zawody po raz drugi zostały rozegrane w Rotorua i przeprowadzone na Rotorua International Stadium. Ceny biletów na turniej kształtowały się w granicach 5–15 NZD.
Obsada zawodów pozostała na niezmienionym poziomie – w żeńskim turnieju wystąpiło dziesięć zespołów, w męskich wystąpiło natomiast szesnaście. Wyłonione one zostały w trzech regionalnych eliminacjach rozegranych w grudniu 2014 roku. Podział na grupy został opublikowany 12 stycznia 2015 roku.
Wśród mężczyzn triumfowała drużyna Waikato, zaś w turnieju żeńskim tytuł zdobył zespół Auckland. Najlepszymi zawodnikami turnieju zostali Luke Masirewa i Kayla McAlister.
Dodatkową atrakcją weekendu był mecz z udziałem największych gwiazd nowozelandzkiego rugby 7, w którym wystąpili m.in. Liam Messam, Joeli Vidiri, Rico Gear, Dallas Seymour, Orene Aiʻi, Brad Fleming, Craig De Goldi, Karl Te Nana, DJ Forbes, Tim Mikkelson, Joe Webber, Sam Dickson czy Scott Curry.

## Mężczyźni

### Faza grupowa

#### Grupa A
| 17 stycznia 201511:25 | Taranaki | 26:15 | Horowhenua-Kapiti | Rotorua International Stadium, Rotorua |
| 17 stycznia 201511:25 |          | 26:15 |                   | Rotorua International Stadium, Rotorua |

| 17 stycznia 201511:45 | Tasman | 7:27 | Northland | Rotorua International Stadium, Rotorua |
| 17 stycznia 201511:45 |        | 7:27 |           | Rotorua International Stadium, Rotorua |

| 17 stycznia 201515:00 | Tasman | 7:15 | Horowhenua-Kapiti | Rotorua International Stadium, Rotorua |
| 17 stycznia 201515:00 |        | 7:15 |                   | Rotorua International Stadium, Rotorua |

| 17 stycznia 201515:20 | Taranaki | 12:5 | Northland | Rotorua International Stadium, Rotorua |
| 17 stycznia 201515:20 |          | 12:5 |           | Rotorua International Stadium, Rotorua |

| 17 stycznia 201517:40 | Northland | 31:5 | Horowhenua-Kapiti | Rotorua International Stadium, Rotorua |
| 17 stycznia 201517:40 |           | 31:5 |                   | Rotorua International Stadium, Rotorua |

| 17 stycznia 201518:00 | Taranaki | 19:0 | Tasman | Rotorua International Stadium, Rotorua |
| 17 stycznia 201518:00 |          | 19:0 |        | Rotorua International Stadium, Rotorua |

#### Grupa B
| 17 stycznia 201512:05 | Counties Manukau | 40:12 | South Canterbury | Rotorua International Stadium, Rotorua |
| 17 stycznia 201512:05 |                  | 40:12 |                  | Rotorua International Stadium, Rotorua |

| 17 stycznia 201512:25 | Canterbury | 7:28 | Bay of Plenty | Rotorua International Stadium, Rotorua |
| 17 stycznia 201512:25 |            | 7:28 |               | Rotorua International Stadium, Rotorua |

| 17 stycznia 201515:40 | Canterbury | 24:14 | South Canterbury | Rotorua International Stadium, Rotorua |
| 17 stycznia 201515:40 |            | 24:14 |                  | Rotorua International Stadium, Rotorua |

| 17 stycznia 201516:00 | Counties Manukau | 19:24 | Bay of Plenty | Rotorua International Stadium, Rotorua |
| 17 stycznia 201516:00 |                  | 19:24 |               | Rotorua International Stadium, Rotorua |

| 17 stycznia 201518:20 | Counties Manukau | 27:0 | Canterbury | Rotorua International Stadium, Rotorua |
| 17 stycznia 201518:20 |                  | 27:0 |            | Rotorua International Stadium, Rotorua |

| 17 stycznia 201518:40 | Bay of Plenty | 14:7 | South Canterbury | Rotorua International Stadium, Rotorua |
| 17 stycznia 201518:40 |               | 14:7 |                  | Rotorua International Stadium, Rotorua |

#### Grupa C
| 17 stycznia 201510:45 | Auckland | 19:19 | Otago | Rotorua International Stadium, Rotorua |
| 17 stycznia 201510:45 |          | 19:19 |       | Rotorua International Stadium, Rotorua |

| 17 stycznia 201511:05 | Manawatu | 38:5 | Mid-Canterbury | Rotorua International Stadium, Rotorua |
| 17 stycznia 201511:05 |          | 38:5 |                | Rotorua International Stadium, Rotorua |

| 17 stycznia 201513:25 | Auckland | 27:21 | Mid-Canterbury | Rotorua International Stadium, Rotorua |
| 17 stycznia 201513:25 |          | 27:21 |                | Rotorua International Stadium, Rotorua |

| 17 stycznia 201513:45 | Manawatu | 17:17 | Otago | Rotorua International Stadium, Rotorua |
| 17 stycznia 201513:45 |          | 17:17 |       | Rotorua International Stadium, Rotorua |

| 17 stycznia 201517:00 | Manawatu | 14:19 | Auckland | Rotorua International Stadium, Rotorua |
| 17 stycznia 201517:00 |          | 14:19 |          | Rotorua International Stadium, Rotorua |

| 17 stycznia 201517:20 | Otago | 52:5 | Mid-Canterbury | Rotorua International Stadium, Rotorua |
| 17 stycznia 201517:20 |       | 52:5 |                | Rotorua International Stadium, Rotorua |

#### Grupa D
| 17 stycznia 201510:05 | Wellington | 35:12 | Wairarapa Bush | Rotorua International Stadium, Rotorua |
| 17 stycznia 201510:05 |            | 35:12 |                | Rotorua International Stadium, Rotorua |

| 17 stycznia 201510:25 | Waikato | 24:12 | North Harbour | Rotorua International Stadium, Rotorua |
| 17 stycznia 201510:25 |         | 24:12 |               | Rotorua International Stadium, Rotorua |

| 17 stycznia 201512:45 | Waikato | 35:10 | Wairarapa Bush | Rotorua International Stadium, Rotorua |
| 17 stycznia 201512:45 |         | 35:10 |                | Rotorua International Stadium, Rotorua |

| 17 stycznia 201513:05 | Wellington | 27:12 | North Harbour | Rotorua International Stadium, Rotorua |
| 17 stycznia 201513:05 |            | 27:12 |               | Rotorua International Stadium, Rotorua |

| 17 stycznia 201516:20 | Wairarapa Bush | 26:24 | North Harbour | Rotorua International Stadium, Rotorua |
| 17 stycznia 201516:20 |                | 26:24 |               | Rotorua International Stadium, Rotorua |

| 17 stycznia 201516:40 | Waikato | 5:35 | Wellington | Rotorua International Stadium, Rotorua |
| 17 stycznia 201516:40 |         | 5:35 |            | Rotorua International Stadium, Rotorua |

### Faza pucharowa

#### Cup + Plate
|  |                  |                  |                  |                  |    |                  |                  |          |  |  |       |       |       |
|  | Ćwierćfinał      | Ćwierćfinał      | Ćwierćfinał      |                  |    | Półfinał         | Półfinał         | Półfinał |  |  | Finał | Finał | Finał |
|  | Ćwierćfinał      | Ćwierćfinał      | Ćwierćfinał      |                  |    | Półfinał         | Półfinał         | Półfinał |  |  | Finał | Finał | Finał |
|  | 18 stycznia 2015 |                  |                  |                  |    |                  |                  |          |  |  |       |       |       |
|  |                  |                  |                  |                  |    |                  |                  |          |  |  |       |       |       |
|  | Taranaki         | Taranaki         | 10               |                  |    |                  |                  |          |  |  |       |       |       |
|  | Taranaki         | Taranaki         | 10               | 18 stycznia 2015 |    |                  |                  |          |  |  |       |       |       |
|  | Counties Manukau | Counties Manukau | 21               |                  |    |                  |                  |          |  |  |       |       |       |
|  | Counties Manukau | Counties Manukau | 21               |                  |    | Counties Manukau | Counties Manukau | 7        |  |  |       |       |       |
|  | 18 stycznia 2015 |                  |                  |                  |    | Counties Manukau | Counties Manukau | 7        |  |  |       |       |       |
|  |                  |                  | Wellington       | Wellington       | 14 |                  |                  |          |  |  |       |       |       |
|  | Wellington       | Wellington       | Wellington       | Wellington       | 14 | 24               |                  |          |  |  |       |       |       |
|  | Wellington       | Wellington       |                  |                  |    | 24               | 18 stycznia 2015 |          |  |  |       |       |       |
|  | Otago            | Otago            | 17               |                  |    |                  |                  |          |  |  |       |       |       |
|  | Otago            | Otago            | 17               |                  |    | Wellington       | Wellington       | 19       |  |  |       |       |       |
|  | 18 stycznia 2015 |                  |                  |                  |    | Wellington       | Wellington       | 19       |  |  |       |       |       |
|  |                  |                  | Waikato          | Waikato          | 38 |                  |                  |          |  |  |       |       |       |
|  | Auckland         | Auckland         | Waikato          | Waikato          | 38 | 14               |                  |          |  |  |       |       |       |
|  | Auckland         | Auckland         | 18 stycznia 2015 |                  |    | 14               |                  |          |  |  |       |       |       |
|  | Waikato          | Waikato          | 28               |                  |    |                  |                  |          |  |  |       |       |       |
|  | Waikato          | Waikato          | 28               |                  |    | Waikato          | Waikato          | 33       |  |  |       |       |       |
|  | 18 stycznia 2015 |                  |                  |                  |    | Waikato          | Waikato          | 33       |  |  |       |       |       |
|  |                  |                  | Bay of Plenty    | Bay of Plenty    | 0  |                  |                  |          |  |  |       |       |       |
|  | Bay of Plenty    | Bay of Plenty    | Bay of Plenty    | Bay of Plenty    | 0  | 17               |                  |          |  |  |       |       |       |
|  | Bay of Plenty    | Bay of Plenty    |                  |                  |    |                  |                  |          |  |  |       |       |       |
|  | Northland        | Northland        | 12               |                  |    |                  |                  |          |  |  |       |       |       |
|  | Northland        | Northland        | 12               |                  |    |                  |                  |          |  |  |       |       |       |

| 18 stycznia 201511:25 | Taranaki | 10:21 | Counties Manukau | Rotorua International Stadium, Rotorua |
| 18 stycznia 201511:25 |          | 10:21 |                  | Rotorua International Stadium, Rotorua |

| 18 stycznia 201511:45 | Wellington | 24:17 | Otago | Rotorua International Stadium, Rotorua |
| 18 stycznia 201511:45 |            | 24:17 |       | Rotorua International Stadium, Rotorua |

| 18 stycznia 201512:05 | Auckland | 14:28 | Waikato | Rotorua International Stadium, Rotorua |
| 18 stycznia 201512:05 |          | 14:28 |         | Rotorua International Stadium, Rotorua |

| 18 stycznia 201512:25 | Bay of Plenty | 17:12 | Northland | Rotorua International Stadium, Rotorua |
| 18 stycznia 201512:25 |               | 17:12 |           | Rotorua International Stadium, Rotorua |

| 18 stycznia 201514:05 | Counties Manukau | 7:14 | Wellington | Rotorua International Stadium, Rotorua |
| 18 stycznia 201514:05 |                  | 7:14 |            | Rotorua International Stadium, Rotorua |

| 18 stycznia 201514:25 | Waikato | 33:0 | Bay of Plenty | Rotorua International Stadium, Rotorua |
| 18 stycznia 201514:25 |         | 33:0 |               | Rotorua International Stadium, Rotorua |

| 18 stycznia 201517:30 | Wellington | 19:38 | Waikato | Rotorua International Stadium, Rotorua |
| 18 stycznia 201517:30 |            | 19:38 |         | Rotorua International Stadium, Rotorua |

|  |                  |           |           |                  |   |          |          |       |
|  | Półfinał         | Półfinał  | Półfinał  |                  |   | Finał    | Finał    | Finał |
|  | Półfinał         | Półfinał  | Półfinał  |                  |   | Finał    | Finał    | Finał |
|  | 18 stycznia 2015 |           |           |                  |   |          |          |       |
|  |                  |           |           |                  |   |          |          |       |
|  | Taranaki         | Taranaki  | 28        |                  |   |          |          |       |
|  | Taranaki         | Taranaki  | 28        | 18 stycznia 2015 |   |          |          |       |
|  | Otago            | Otago     | 19        |                  |   |          |          |       |
|  | Otago            | Otago     | 19        |                  |   | Taranaki | Taranaki | 22    |
|  | 18 stycznia 2015 |           |           |                  |   | Taranaki | Taranaki | 22    |
|  |                  |           | Northland | Northland        | 7 |          |          |       |
|  | Auckland         | Auckland  | Northland | Northland        | 7 | 7        |          |       |
|  | Auckland         | Auckland  |           |                  |   |          |          |       |
|  | Northland        | Northland | 27        |                  |   |          |          |       |
|  | Northland        | Northland | 27        |                  |   |          |          |       |

| 18 stycznia 201513:25 | Taranaki | 28:19 | Otago | Rotorua International Stadium, Rotorua |
| 18 stycznia 201513:25 |          | 28:19 |       | Rotorua International Stadium, Rotorua |

| 18 stycznia 201513:45 | Auckland | 7:27 | Northland | Rotorua International Stadium, Rotorua |
| 18 stycznia 201513:45 |          | 7:27 |           | Rotorua International Stadium, Rotorua |

| 18 stycznia 201516:25 | Taranaki | 22:7 | Northland | Rotorua International Stadium, Rotorua |
| 18 stycznia 201516:25 |          | 22:7 |           | Rotorua International Stadium, Rotorua |

#### Bowl + Shield
|  |                   |                   |                  |                  |    |                   |                   |          |  |  |       |       |       |
|  | Ćwierćfinał       | Ćwierćfinał       | Ćwierćfinał      |                  |    | Półfinał          | Półfinał          | Półfinał |  |  | Finał | Finał | Finał |
|  | Ćwierćfinał       | Ćwierćfinał       | Ćwierćfinał      |                  |    | Półfinał          | Półfinał          | Półfinał |  |  | Finał | Finał | Finał |
|  | 18 stycznia 2015  |                   |                  |                  |    |                   |                   |          |  |  |       |       |       |
|  |                   |                   |                  |                  |    |                   |                   |          |  |  |       |       |       |
|  | Horowhenua-Kapiti | Horowhenua-Kapiti | 14               |                  |    |                   |                   |          |  |  |       |       |       |
|  | Horowhenua-Kapiti | Horowhenua-Kapiti | 14               | 18 stycznia 2015 |    |                   |                   |          |  |  |       |       |       |
|  | South Canterbury  | South Canterbury  | 10               |                  |    |                   |                   |          |  |  |       |       |       |
|  | South Canterbury  | South Canterbury  | 10               |                  |    | Horowhenua-Kapiti | Horowhenua-Kapiti | 7        |  |  |       |       |       |
|  | 18 stycznia 2015  |                   |                  |                  |    | Horowhenua-Kapiti | Horowhenua-Kapiti | 7        |  |  |       |       |       |
|  |                   |                   | North Harbour    | North Harbour    | 26 |                   |                   |          |  |  |       |       |       |
|  | North Harbour     | North Harbour     | North Harbour    | North Harbour    | 26 | 29                |                   |          |  |  |       |       |       |
|  | North Harbour     | North Harbour     |                  |                  |    | 29                | 18 stycznia 2015  |          |  |  |       |       |       |
|  | Mid-Canterbury    | Mid-Canterbury    | 7                |                  |    |                   |                   |          |  |  |       |       |       |
|  | Mid-Canterbury    | Mid-Canterbury    | 7                |                  |    | North Harbour     | North Harbour     | 28       |  |  |       |       |       |
|  | 18 stycznia 2015  |                   |                  |                  |    | North Harbour     | North Harbour     | 28       |  |  |       |       |       |
|  |                   |                   | Manawatu         | Manawatu         | 21 |                   |                   |          |  |  |       |       |       |
|  | Manawatu          | Manawatu          | Manawatu         | Manawatu         | 21 | 21                |                   |          |  |  |       |       |       |
|  | Manawatu          | Manawatu          | 18 stycznia 2015 |                  |    | 21                |                   |          |  |  |       |       |       |
|  | Wairarapa Bush    | Wairarapa Bush    | 17               |                  |    |                   |                   |          |  |  |       |       |       |
|  | Wairarapa Bush    | Wairarapa Bush    | 17               |                  |    | Manawatu          | Manawatu          | 26       |  |  |       |       |       |
|  | 18 stycznia 2015  |                   |                  |                  |    | Manawatu          | Manawatu          | 26       |  |  |       |       |       |
|  |                   |                   | Tasman           | Tasman           | 19 |                   |                   |          |  |  |       |       |       |
|  | Canterbury        | Canterbury        | Tasman           | Tasman           | 19 | 12                |                   |          |  |  |       |       |       |
|  | Canterbury        | Canterbury        |                  |                  |    |                   |                   |          |  |  |       |       |       |
|  | Tasman            | Tasman            | 19               |                  |    |                   |                   |          |  |  |       |       |       |
|  | Tasman            | Tasman            | 19               |                  |    |                   |                   |          |  |  |       |       |       |

| 18 stycznia 201510:05 | Horowhenua-Kapiti | 14:10 | South Canterbury | Rotorua International Stadium, Rotorua |
| 18 stycznia 201510:05 |                   | 14:10 |                  | Rotorua International Stadium, Rotorua |

| 18 stycznia 201510:25 | North Harbour | 29:7 | Mid-Canterbury | Rotorua International Stadium, Rotorua |
| 18 stycznia 201510:25 |               | 29:7 |                | Rotorua International Stadium, Rotorua |

| 18 stycznia 201510:45 | Manawatu | 21:17 | Wairarapa Bush | Rotorua International Stadium, Rotorua |
| 18 stycznia 201510:45 |          | 21:17 |                | Rotorua International Stadium, Rotorua |

| 18 stycznia 201511:05 | Canterbury | 12:19 | Tasman | Rotorua International Stadium, Rotorua |
| 18 stycznia 201511:05 |            | 12:19 |        | Rotorua International Stadium, Rotorua |

| 18 stycznia 201513:25 | Horowhenua-Kapiti | 7:26 | North Harbour | Rotorua International Stadium, Rotorua |
| 18 stycznia 201513:25 |                   | 7:26 |               | Rotorua International Stadium, Rotorua |

| 18 stycznia 201513:45 | Manawatu | 26:19 | Tasman | Rotorua International Stadium, Rotorua |
| 18 stycznia 201513:45 |          | 26:19 |        | Rotorua International Stadium, Rotorua |

| 18 stycznia 201516:00 | North Harbour | 28:21 | Manawatu | Rotorua International Stadium, Rotorua |
| 18 stycznia 201516:00 |               | 28:21 |          | Rotorua International Stadium, Rotorua |

|  |                  |                  |            |                  |    |                |                |       |
|  | Półfinał         | Półfinał         | Półfinał   |                  |    | Finał          | Finał          | Finał |
|  | Półfinał         | Półfinał         | Półfinał   |                  |    | Finał          | Finał          | Finał |
|  | 18 stycznia 2015 |                  |            |                  |    |                |                |       |
|  |                  |                  |            |                  |    |                |                |       |
|  | South Canterbury | South Canterbury | 12         |                  |    |                |                |       |
|  | South Canterbury | South Canterbury | 12         | 18 stycznia 2015 |    |                |                |       |
|  | Mid-Canterbury   | Mid-Canterbury   | 24         |                  |    |                |                |       |
|  | Mid-Canterbury   | Mid-Canterbury   | 24         |                  |    | Mid-Canterbury | Mid-Canterbury | 19    |
|  | 18 stycznia 2015 |                  |            |                  |    | Mid-Canterbury | Mid-Canterbury | 19    |
|  |                  |                  | Canterbury | Canterbury       | 24 |                |                |       |
|  | Wairarapa Bush   | Wairarapa Bush   | Canterbury | Canterbury       | 24 | 12             |                |       |
|  | Wairarapa Bush   | Wairarapa Bush   |            |                  |    |                |                |       |
|  | Canterbury       | Canterbury       | 26         |                  |    |                |                |       |
|  | Canterbury       | Canterbury       | 26         |                  |    |                |                |       |

| 18 stycznia 201512:45 | South Canterbury | 12:24 | Mid-Canterbury | Rotorua International Stadium, Rotorua |
| 18 stycznia 201512:45 |                  | 12:24 |                | Rotorua International Stadium, Rotorua |

| 18 stycznia 201513:05 | Wairarapa Bush | 12:26 | Canterbury | Rotorua International Stadium, Rotorua |
| 18 stycznia 201513:05 |                | 12:26 |            | Rotorua International Stadium, Rotorua |

| 18 stycznia 201515:35 | Mid-Canterbury | 19:24 | Canterbury | Rotorua International Stadium, Rotorua |
| 18 stycznia 201515:35 |                | 19:24 |            | Rotorua International Stadium, Rotorua |

## Kobiety

### Faza grupowa

#### Grupa A
| 17 stycznia 201510:05 | Manawatu | 21:0 | Canterbury | Rotorua International Stadium, Rotorua |
| 17 stycznia 201510:05 |          | 21:0 |            | Rotorua International Stadium, Rotorua |

| 17 stycznia 201510:25 | Bay of Plenty | 29:7 | Taranaki | Rotorua International Stadium, Rotorua |
| 17 stycznia 201510:25 |               | 29:7 |          | Rotorua International Stadium, Rotorua |

| 17 stycznia 201511:25 | Wellington | 17:19 | Canterbury | Rotorua International Stadium, Rotorua |
| 17 stycznia 201511:25 |            | 17:19 |            | Rotorua International Stadium, Rotorua |

| 17 stycznia 201511:45 | Manawatu | 38:5 | Taranaki | Rotorua International Stadium, Rotorua |
| 17 stycznia 201511:45 |          | 38:5 |          | Rotorua International Stadium, Rotorua |

| 17 stycznia 201512:45 | Bay of Plenty | 19:14 | Wellington | Rotorua International Stadium, Rotorua |
| 17 stycznia 201512:45 |               | 19:14 |            | Rotorua International Stadium, Rotorua |

| 17 stycznia 201513:05 | Taranaki | 14:26 | Canterbury | Rotorua International Stadium, Rotorua |
| 17 stycznia 201513:05 |          | 14:26 |            | Rotorua International Stadium, Rotorua |

| 17 stycznia 201515:00 | Manawatu | 10:5 | Wellington | Rotorua International Stadium, Rotorua |
| 17 stycznia 201515:00 |          | 10:5 |            | Rotorua International Stadium, Rotorua |

| 17 stycznia 201515:20 | Bay of Plenty | 22:12 | Canterbury | Rotorua International Stadium, Rotorua |
| 17 stycznia 201515:20 |               | 22:12 |            | Rotorua International Stadium, Rotorua |

| 17 stycznia 201517:00 | Taranaki | 7:17 | Wellington | Rotorua International Stadium, Rotorua |
| 17 stycznia 201517:00 |          | 7:17 |            | Rotorua International Stadium, Rotorua |

| 17 stycznia 201517:20 | Manawatu | 19:0 | Bay of Plenty | Rotorua International Stadium, Rotorua |
| 17 stycznia 201517:20 |          | 19:0 |               | Rotorua International Stadium, Rotorua |

#### Grupa B
| 17 stycznia 201510:45 | Waikato | 45:0 | Southland | Rotorua International Stadium, Rotorua |
| 17 stycznia 201510:45 |         | 45:0 |           | Rotorua International Stadium, Rotorua |

| 17 stycznia 201511:05 | Auckland | 21:5 | Counties Manukau | Rotorua International Stadium, Rotorua |
| 17 stycznia 201511:05 |          | 21:5 |                  | Rotorua International Stadium, Rotorua |

| 17 stycznia 201512:05 | Otago | 28:19 | Southland | Rotorua International Stadium, Rotorua |
| 17 stycznia 201512:05 |       | 28:19 |           | Rotorua International Stadium, Rotorua |

| 17 stycznia 201512:25 | Waikato | 33:0 | Counties Manukau | Rotorua International Stadium, Rotorua |
| 17 stycznia 201512:25 |         | 33:0 |                  | Rotorua International Stadium, Rotorua |

| 17 stycznia 201513:25 | Auckland | 21:7 | Otago | Rotorua International Stadium, Rotorua |
| 17 stycznia 201513:25 |          | 21:7 |       | Rotorua International Stadium, Rotorua |

| 17 stycznia 201513:45 | Counties Manukau | 31:12 | Southland | Rotorua International Stadium, Rotorua |
| 17 stycznia 201513:45 |                  | 31:12 |           | Rotorua International Stadium, Rotorua |

| 17 stycznia 201515:40 | Waikato | 29:5 | Otago | Rotorua International Stadium, Rotorua |
| 17 stycznia 201515:40 |         | 29:5 |       | Rotorua International Stadium, Rotorua |

| 17 stycznia 201516:00 | Auckland | 49:0 | Southland | Rotorua International Stadium, Rotorua |
| 17 stycznia 201516:00 |          | 49:0 |           | Rotorua International Stadium, Rotorua |

| 17 stycznia 201517:40 | Counties Manukau | 26:5 | Otago | Rotorua International Stadium, Rotorua |
| 17 stycznia 201517:40 |                  | 26:5 |       | Rotorua International Stadium, Rotorua |

| 17 stycznia 201518:00 | Waikato | 12:19 | Auckland | Rotorua International Stadium, Rotorua |
| 17 stycznia 201518:00 |         | 12:19 |          | Rotorua International Stadium, Rotorua |

### Faza pucharowa

#### Cup
|  |          |                  |          |    |          |           |               |           |          |          |     |     |     |
|  | Play-off | Play-off         | Play-off |    |          | Półfinały | Półfinały     | Półfinały |          |          | Cup | Cup | Cup |
|  | Play-off | Play-off         | Play-off |    |          | Półfinały | Półfinały     | Półfinały |          |          | Cup | Cup | Cup |
|  |          |                  |          |    |          |           |               |           |          |          |     |     |     |
|  |          |                  |          |    |          |           |               |           |          |          |     |     |     |
|  |          |                  |          | B1 | Auckland | 35        |               |           |          |          |     |     |     |
|  |          |                  |          | B1 | Auckland | 35        |               |           |          |          |     |     |     |
|  | A2       | Bay of Plenty    | 14       |    |          |           | Bay of Plenty | 10        |          |          |     |     |     |
|  | A2       | Bay of Plenty    | 14       |    |          |           | Bay of Plenty | 10        |          |          |     |     |     |
|  | B3       | Counties Manukau | 12       |    |          |           |               |           | Auckland | Auckland | 29  |     |     |
|  | B3       | Counties Manukau | 12       |    |          |           |               |           | Auckland | Auckland | 29  |     |     |
|  |          |                  |          |    |          | Manawatu  | Manawatu      | 14        |          |          |     |     |     |
|  |          |                  |          |    |          | Manawatu  | Manawatu      | 14        |          |          |     |     |     |
|  |          |                  |          | A1 | Manawatu | 14        |               |           |          |          |     |     |     |
|  |          |                  |          | A1 | Manawatu | 14        |               |           |          |          |     |     |     |
|  | A3       | Canterbury       | 7        |    |          |           | Waikato       | 10        |          |          |     |     |     |
|  | A3       | Canterbury       | 7        |    |          |           | Waikato       | 10        |          |          |     |     |     |
|  | B2       | Waikato          | 36       |    |          |           |               |           |          |          |     |     |     |
|  | B2       | Waikato          | 36       |    |          |           |               |           |          |          |     |     |     |

| 18 stycznia 201510:05 | Bay of Plenty | 14:12 | Counties Manukau | Rotorua International Stadium, Rotorua |
| 18 stycznia 201510:05 |               | 14:12 |                  | Rotorua International Stadium, Rotorua |

| 18 stycznia 201510:25 | Canterbury | 7:36 | Waikato | Rotorua International Stadium, Rotorua |
| 18 stycznia 201510:25 |            | 7:36 |         | Rotorua International Stadium, Rotorua |

| 18 stycznia 201512:45 | Auckland | 35:10 | Bay of Plenty | Rotorua International Stadium, Rotorua |
| 18 stycznia 201512:45 |          | 35:10 |               | Rotorua International Stadium, Rotorua |

| 18 stycznia 201513:05 | Manawatu | 14:10 | Waikato | Rotorua International Stadium, Rotorua |
| 18 stycznia 201513:05 |          | 14:10 |         | Rotorua International Stadium, Rotorua |

| 18 stycznia 201516:55 | Auckland | 29:14 | Manawatu | Rotorua International Stadium, Rotorua |
| 18 stycznia 201516:55 |          | 29:14 |          | Rotorua International Stadium, Rotorua |

| 18 stycznia 201514:45 | Bay of Plenty | 21:26 | Waikato | Rotorua International Stadium, Rotorua |
| 18 stycznia 201514:45 |               | 21:26 |         | Rotorua International Stadium, Rotorua |

#### Plate
|  |           |            |          |                  |                  |            |                   |                   |                   |          |       |       |       |
|  | Play-off  | Play-off   | Play-off |                  |                  | Półfinały  | Półfinały         | Półfinały         |                   |          | Plate | Plate | Plate |
|  | Play-off  | Play-off   | Play-off |                  |                  | Półfinały  | Półfinały         | Półfinały         |                   |          | Plate | Plate | Plate |
|  |           |            |          |                  |                  |            |                   |                   |                   |          |       |       |       |
|  |           |            |          |                  |                  |            |                   |                   |                   |          |       |       |       |
|  |           |            |          | Counties Manukau | Counties Manukau | 17         |                   |                   |                   |          |       |       |       |
|  |           |            |          | Counties Manukau | Counties Manukau | 17         |                   |                   |                   |          |       |       |       |
|  | A5        | Taranaki   | 29       |                  |                  | Taranaki   | Taranaki          | 24                |                   |          |       |       |       |
|  | A5        | Taranaki   | 29       |                  |                  | Taranaki   | Taranaki          | 24                |                   |          |       |       |       |
|  | B4        | Otago      | 7        |                  |                  |            |                   |                   | Taranaki          | Taranaki | 14    |       |       |
|  | B4        | Otago      | 7        |                  |                  |            |                   |                   | Taranaki          | Taranaki | 14    |       |       |
|  |           |            |          |                  |                  | Wellington | Wellington        | 24                |                   |          |       |       |       |
|  |           |            |          |                  |                  | Wellington | Wellington        | 24                |                   |          |       |       |       |
|  |           |            |          | Canterbury       | Canterbury       | 0          |                   |                   |                   |          |       |       |       |
|  |           |            |          | Canterbury       | Canterbury       | 0          |                   |                   |                   |          |       |       |       |
|  | A4        | Wellington | 31       |                  |                  | Wellington | Wellington        | 29                |                   |          |       |       |       |
|  | A4        | Wellington | 31       |                  |                  | Wellington | Wellington        | 29                |                   |          |       |       |       |
|  | B5        | Southland  | 5        |                  |                  |            |                   |                   |                   |          |       |       |       |
|  | B5        | Southland  | 5        |                  |                  |            |                   |                   |                   |          |       |       |       |
|  |           |            |          | Bowl             | Bowl             | Bowl       | Mecz o 7. miejsce | Mecz o 7. miejsce | Mecz o 7. miejsce |          |       |       |       |
|  |           |            |          | Bowl             | Bowl             | Bowl       | Mecz o 7. miejsce | Mecz o 7. miejsce | Mecz o 7. miejsce |          |       |       |       |
|  |           |            |          |                  |                  |            |                   |                   |                   |          |       |       |       |
|  |           |            |          |                  |                  |            |                   |                   |                   |          |       |       |       |
|  | Southland | Southland  | 12       | Counties Manukau | Counties Manukau | 12         |                   |                   |                   |          |       |       |       |
|  | Southland | Southland  | 12       | Counties Manukau | Counties Manukau | 12         |                   |                   |                   |          |       |       |       |
|  | Otago     | Otago      | 19       | Canterbury       | Canterbury       | 26         |                   |                   |                   |          |       |       |       |
|  | Otago     | Otago      | 19       | Canterbury       | Canterbury       | 26         |                   |                   |                   |          |       |       |       |

| 18 stycznia 201511:05 | Taranaki | 29:7 | Otago | Rotorua International Stadium, Rotorua |
| 18 stycznia 201511:05 |          | 29:7 |       | Rotorua International Stadium, Rotorua |

| 18 stycznia 201510:45 | Wellington | 31:5 | Southland | Rotorua International Stadium, Rotorua |
| 18 stycznia 201510:45 |            | 31:5 |           | Rotorua International Stadium, Rotorua |

| 18 stycznia 201512:05 | Counties Manukau | 17:24 | Taranaki | Rotorua International Stadium, Rotorua |
| 18 stycznia 201512:05 |                  | 17:24 |          | Rotorua International Stadium, Rotorua |

| 18 stycznia 201512:25 | Canterbury | 0:29 | Wellington | Rotorua International Stadium, Rotorua |
| 18 stycznia 201512:25 |            | 0:29 |            | Rotorua International Stadium, Rotorua |

| 18 stycznia 201515:10 | Taranaki | 14:24 | Wellington | Rotorua International Stadium, Rotorua |
| 18 stycznia 201515:10 |          | 14:24 |            | Rotorua International Stadium, Rotorua |

| 18 stycznia 201514:25 | Counties Manukau | 12:26 | Canterbury | Rotorua International Stadium, Rotorua |
| 18 stycznia 201514:25 |                  | 12:26 |            | Rotorua International Stadium, Rotorua |

| 18 stycznia 201514:45 | Southland | 12:19 | Otago | Rotorua International Stadium, Rotorua |
| 18 stycznia 201514:45 |           | 12:19 |       | Rotorua International Stadium, Rotorua |